# Доленьская группа диалектов

Карта распространения диалектов словенского языка
Доленьская группа диалектов

До́леньская гру́ппа диале́ктов (также доленьская диалектная зона, доленьские диалекты, нижнекраинские диалекты; словен. dolenjska narečna skupina) — одна из семи основных диалектных групп словенского языка. Область распространения — исторический регион Нижняя Крайна (Доленьско) с Белой Крайной — южные и центральные районы Словении. Включает четыре диалекта: собственно доленьский, севернобелокрайнский, южнобелокрайнский и костельский. Носители диалектов — представители субэтнических групп доленцев (одной из групп краинцев) и белокраинцев.
Система согласных доленьских диалектов является более архаичной в сравнении, например, с консонантизмом гореньской диалектной группы: сохранены группы ła, šč; взрывная g, мягкие l’, n’; отсутствует вторичная палатализация заднеязычных. Между тем, доленьская просодическая система схожа с гореньской — для них обеих характерно различение нисходящей и восходящей интонации.
Доленьские диалекты наряду с гореньскими являются основой современного словенского литературного языка.
В ареале доленьской группы диалектов (как и в ареале гореньских диалектов) с центром в Любляне формируется центральнословенский (крайнский) региональный наддиалектный разговорный язык.

## Классификация
Группу доленьских диалектов составляют:
- доленьский диалект (dolenjsko narečje):
  - восточнодоленьские говоры (vzhodnodolenjsko podnarečje);
- севернобелокрайнский диалект (severnobelokranjsko narečje);
- южнобелокрайнский диалект (južnobelokranjsko narečje);
- костельский (костелский) диалект (kostelsko narečje).

В ареале доленьских диалектов размещены смешанные кочевские говоры, сформировавшиеся во второй половине XX века. Ранее в кочевском ареале был распространён немецкий кочевский (готшейский) диалект. Этот диалект, на формирование которого оказали влияние южнославянские языки, складывался в результате переселения (начиная с XIV века) в окрестности современного словенского города Кочевье немецких колонистов из разных регионов Германии. На новой территории сформировалась особая этническая группа кочевских (готшейских) немцев со своим говорами, в основе которых лежали особенности немецких диалектов разного происхождения. Во время второй мировой войны немцы были выселены из кочевской области, на их место пришли выходцы из разных регионов Словении и других республик бывшей Югославии. У новых жителей Кочевья сложились словенские говоры смешанного характера.
В Белой Крайне, куда в прошлом переселялись ускоки из находившейся под властью Османской империи Сербии, в местных словенских диалектах до сих пор сохраняются некоторые особенности сербского языка.
На диалектологической карте, представленной в издании Slovenska slovnica Й. Топоришича (2000), к доленьскому ареалу отнесены загорско-трбовльские, севницко-кршкские и лашские (лашкские) говоры посавского диалекта. На карте, опубликованной диалектологическим отделом Института словенского языка Франа Рамовша (2008), посавский диалект отнесён к ареалу штирийской группы диалектов.

## Область распространения
Ареал доленьских диалектов размещён в южных и центральных районах Словении к юго-западу от рек Мирна и Крка, впадающих в Саву, на территории исторической области Нижняя Крайна (Доленьско) с Белой Крайной. Основную часть общедоленьского ареала занимает область распространения собственно доленьского диалекта с восточнодоленьскими говорами в его составе, значительно меньшую часть, в южных районах общедоленьского ареала, занимают области распространения севернобелокрайнского, южнобелокрайнского и костельского диалектов, а также область распространения смешанных кочевских говоров.
С севера к области распространения доленьских диалектов примыкает ареал гореньских диалектов, с северо-запада — ареал ровтарских диалектов, с запада — ареал приморских диалектов. На юге доленьский ареал соседствует с ареалами диалектов хорватского языка (в основном с ареалами диалектов кайкавского наречия). На востоке и северо-востоке с доленьским ареалом граничит ареал словенских штирийских диалектов.

## Диалектные особенности
Основные фонетические черты доленьских диалектов:
1. Различение нисходящей и восходящей интонации, как и в гореньских диалектах.
2. Распространение рефлексов долгих гласных:
  - дифтонги на месте *ě > e͡i̯, a͡i̯: mle͡i̯ku «молоко» (литер. словен. mléko);
  - дифтонг на месте носовой *ǫ > u̯͡o: zu̯͡op «зуб» (литер. словен. zob);
  - монофтонг на месте o > u: gospud «господин» (литер. словен. gospod).
3. Случаи аканья в безударных слогах: atrȁk «ребёнок» (литер. словен. otrok).
4. Акцентуация, сходная с акцентуацией литературного языка.
5. Сохранение групп ła, šč (из št’) неизменными. В гореньских диалектах отмечены переходы ła > u̯͡a/wa и šč > š.
6. Сохранение смычного взрывного g. В ровтарских диалектах на его месте отмечается согласный фрикативного образования ɣ.
7. Сохранение на большей части ареала мягких согласных l’, n’, отвердевших в гореньских и ровтарских диалектах (в ровтарском ареале на месте l’, n’ также отмечены сочетания ɪ̯l, ɪ̯n).
8. Отсутствие вторичной палатализации заднеязычных g > j, x > š, произошедшей в гореньских и ровтарских диалектах.

Основные морфологические черты доленьских диалектов, сохранившие старые формы в сравнении, например, с инновационными чертами морфологии гореньского диалектного ареала:
1. Отсутствие (или редкие случаи) перехода форм существительных среднего рода в формы мужского рода.
2. Отсутствие унификации падежных форм, особенно в формах множественного числа, встречающейся в ряде словенских диалектных групп.